# رالف شابمان (سياسي)
رالف شابمان (بالإنجليزية: Ralph Chapman)‏ هو سياسي أمريكي، ولد في 5 فبراير 1951. نشط حزبياً في Maine Green Independent Party ‏. وقد انتخب عضو مجلس نواب مين.